# Escaro
Pour les articles homonymes, voir Escaro (homonymie).
Escaro  (en catalan Escaró i Aituà ou seulement Escaró) est une commune française située dans le centre du département des Pyrénées-Orientales, en région Occitanie. Sur le plan historique et culturel, la commune est dans le pays de Conflent, correspondant à l'ensemble des vallées pyrénéennes qui « confluent » avec le lit creusé par la Têt entre Mont-Louis et Rodès.
Exposée à un climat océanique altéré, elle est drainée par la rivière de Baillmarsane et par divers autres petits cours d'eau. Incluse dans le parc naturel régional des Pyrénées catalanes, la commune possède un patrimoine naturel remarquable : un site Natura 2000 (le « pins de Salzmann du Conflent ») et trois zones naturelles d'intérêt écologique, faunistique et floristique.
Escaro est une commune rurale qui compte 127 habitants en 2022, après avoir connu un pic de population de 570 habitants en 1921. Elle fait partie de l'aire d'attraction de Prades. Ses habitants sont appelés les Escaronats ou  Escaronates.

## Géographie

### Localisation
La commune d'Escaro se trouve dans le département des Pyrénées-Orientales, en région Occitanie.
Elle se situe à 51 km à vol d'oiseau de Perpignan, préfecture du département, et à 12 km de Prades, sous-préfecture.
Les communes les plus proches sont : 
Nyer (3,3 km), Souanyas (3,3 km), Serdinya (3,4 km), Sahorre (3,9 km), Jujols (4,0 km), Olette (4,2 km), Fuilla (4,7 km), Canaveilles (5,4 km).
Sur le plan historique et culturel, Escaro fait partie de la région de Conflent, héritière de l'ancien comté de Conflent et de la viguerie de Conflent. Ce pays correspond à l'ensemble des vallées pyrénéennes qui « confluent » avec le lit creusé par la Têt entre Mont-Louis, porte de la Cerdagne, et Rodès, aux abords de la plaine du Roussillon.

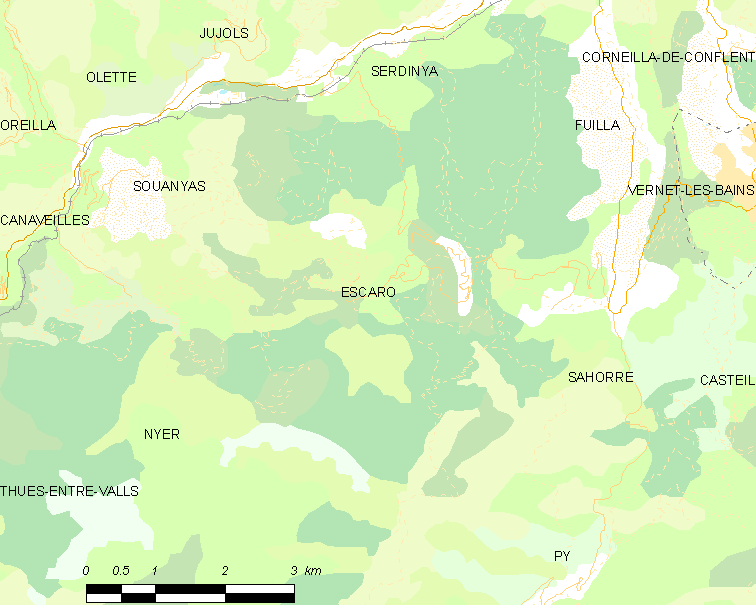
Situation de la commune.

| Olette (par un quadripoint) | Serdinya                | Fuilla  |
| Souanyas                    | Escaro                  | Sahorre |
| Nyer                        | Py (par un quadripoint) |         |

### Géologie et relief
L'altitude la commune varie entre 582 et 2 082 mètres.L'altitude du village d'Escaro lui-même est de 900 mètres à l'emplacement de l'ancienne mairie aujourd'hui disparue en raison de sa destruction par l'activité minière.
La commune est classée en zone de sismicité 4, correspondant à une sismicité moyenne.

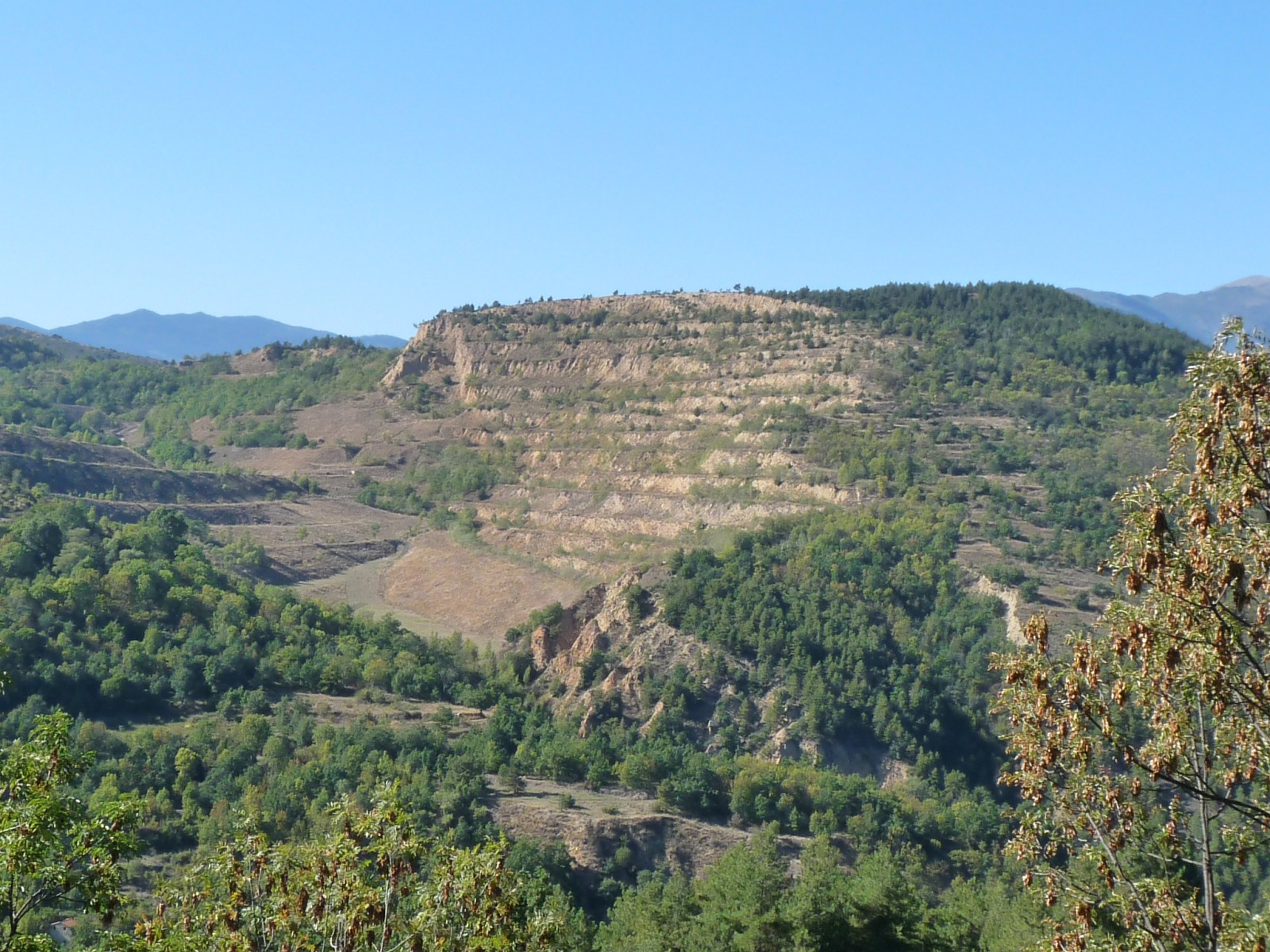
Vestiges des mines sur la montagne.

### Hydrographie
Plusieurs cours d'eau traversent la commune :
- La Ribera de Vallmarsana, affluent de la rive droite de la Têt, traverse la commune du sud-ouest vers le nord ;
- La Ribera d'Aytuà traverse la partie orientale de la commune du sud vers le nord et conflue au niveau du moulin dans la Ribera de Vallmarsana ;
- Le Còrrec de Sant Culgat, affluent de la rive droite de la Têt, délimite une partie de la frontière occidentale de la commune du sud vers le nord.

### Climat
Pour des articles plus généraux, voir Climat de l'Occitanie et Climat des Pyrénées-Orientales.
En 2010, le climat de la commune est de type climat méditerranéen altéré, selon une étude du CNRS s'appuyant sur une série de données couvrant la période 1971-2000. En 2020, Météo-France publie une typologie des climats de la France métropolitaine dans laquelle la commune est exposée à un climat de montagne ou de marges de montagne et est dans la région climatique Pyrénées orientales, caractérisée par une faible pluviométrie, un très bon ensoleillement (2 600 h/an), un air sec, particulièrement en hiver et peu de brouillards.
Pour la période 1971-2000, la température annuelle moyenne est de 11,1 °C, avec une amplitude thermique annuelle de 14,5 °C. Le cumul annuel moyen de précipitations est de 751 mm, avec 6 jours de précipitations en janvier et 5,6 jours en juillet. Pour la période 1991-2020, la température moyenne annuelle observée sur la station météorologique la plus proche, située sur la commune d'Eus à 17 km à vol d'oiseau, est de 13,6 °C et le cumul annuel moyen de précipitations est de 539,8 mm,. Pour l'avenir, les paramètres climatiques de la commune estimés pour 2050 selon différents scénarios d'émission de gaz à effet de serre sont consultables sur un site dédié publié par Météo-France en novembre 2022.

### Milieux naturels et biodiversité

#### Espaces protégés

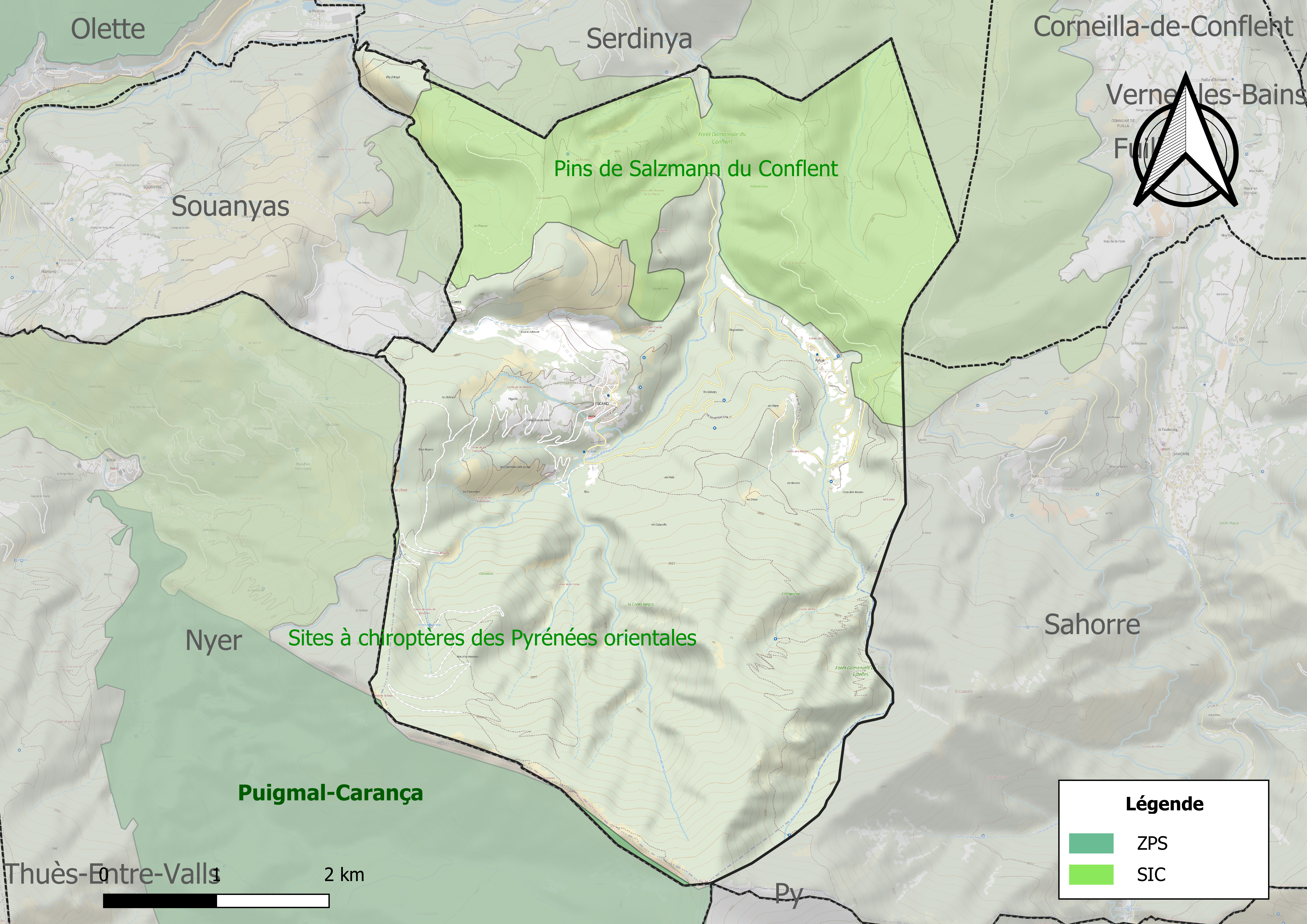
Site Natura 2000 sur le territoire communal.

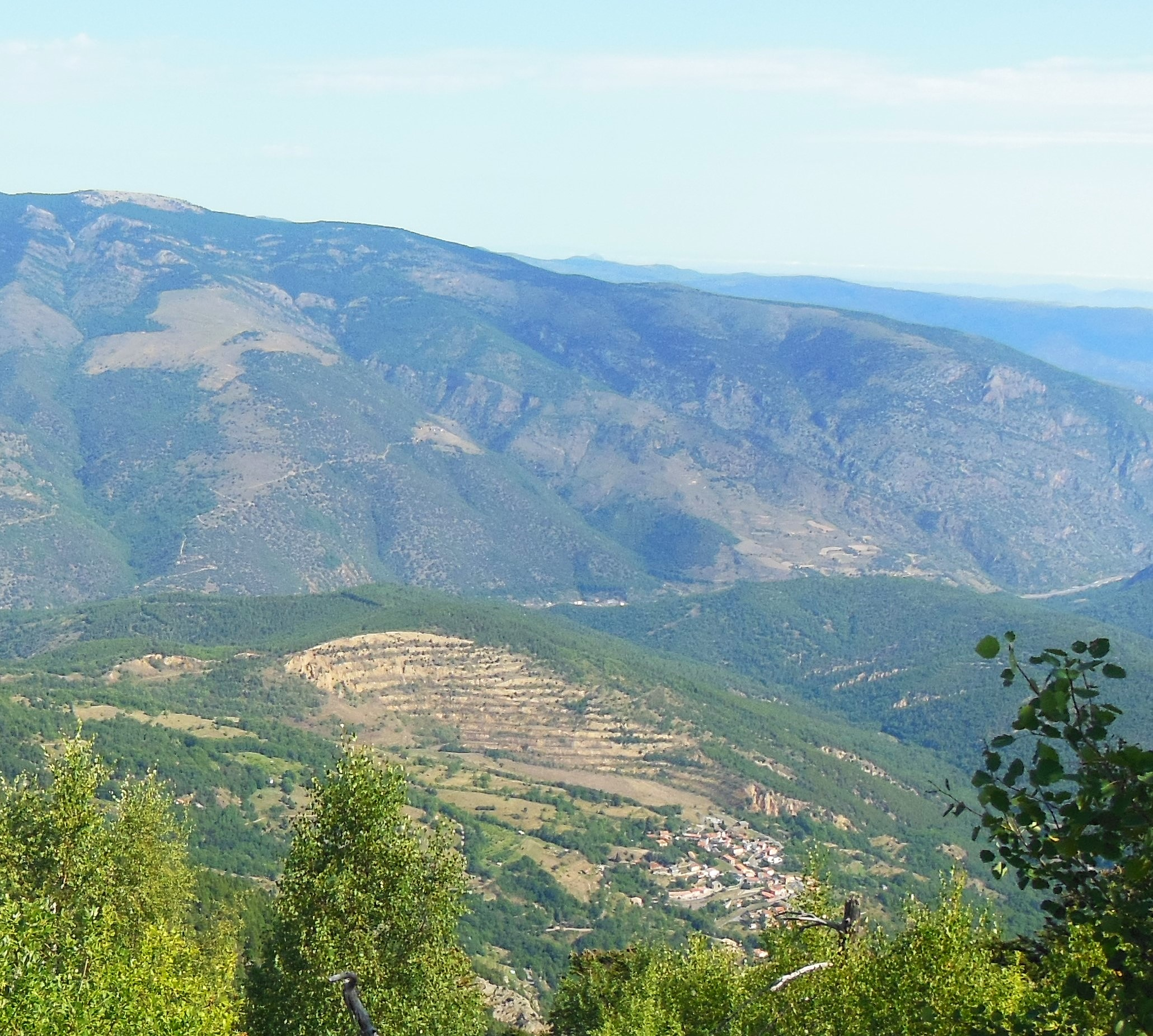
Le village d'Escaro, et la « vallée du Conflent » (vallée de la Têt).

La protection réglementaire est le mode d’intervention le plus fort pour préserver des espaces naturels remarquables et leur biodiversité associée,.
Dans ce cadre, la commune fait partie.
Un  espace protégé est présent sur la commune : 
le parc naturel régional des Pyrénées catalanes, créé en 2004 et d'une superficie de 139 062 ha, qui s'étend sur 66 communes du département. Ce territoire s'étage des fonds maraîchers et fruitiers des vallées de basse altitude aux plus hauts sommets des Pyrénées-Orientales en passant par les grands massifs de garrigue et de forêt méditerranéenne,.

#### Réseau Natura 2000
Le réseau Natura 2000 est un réseau écologique européen de sites naturels d'intérêt écologique élaboré à partir des directives habitats et oiseaux, constitué de zones spéciales de conservation (ZSC) et de zones de protection spéciale (ZPS).
Un site Natura 2000 a été défini sur la commune au titre de la directive habitats : le « pins de Salzmann du Conflent », d'une superficie de 998 ha, abrite en effet le plus beau peuplement de Pin de Salzmann de tout le département des Pyrénées-Orientales et possède des arbres remarquables.

#### Zones naturelles d'intérêt écologique, faunistique et floristique
L’inventaire des zones naturelles d'intérêt écologique, faunistique et floristique (ZNIEFF) a pour objectif de réaliser une couverture des zones les plus intéressantes sur le plan écologique, essentiellement dans la perspective d’améliorer la connaissance du patrimoine naturel national et de fournir aux différents décideurs un outil d’aide à la prise en compte de l’environnement dans l’aménagement du territoire.
Une ZNIEFF de type 1 est recensée sur la commune :
la « forêt de Pin de Salzmann du Conflent » (1 232 ha), couvrant 4 communes du département et deux ZNIEFF de type 2, : 
- le « massif du Canigou » (19 263 ha), couvrant 15 communes du département[24] ;
- la « vallée du Conflent » (5 742 ha), couvrant 12 communes du département[25].

Carte des ZNIEFF de type 1 et 2 à Escaro.
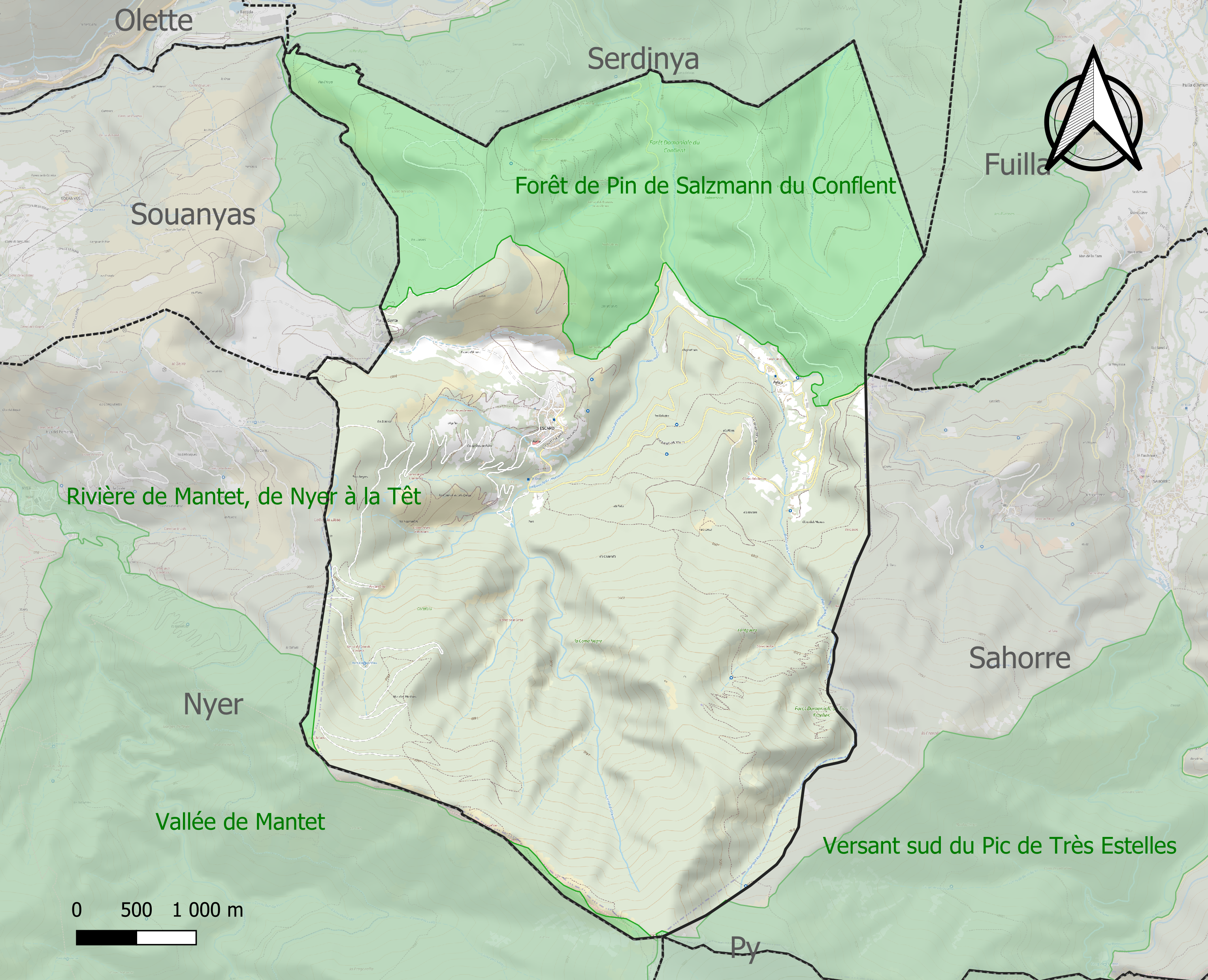
Carte de la ZNIEFF de type 1 sur la commune.
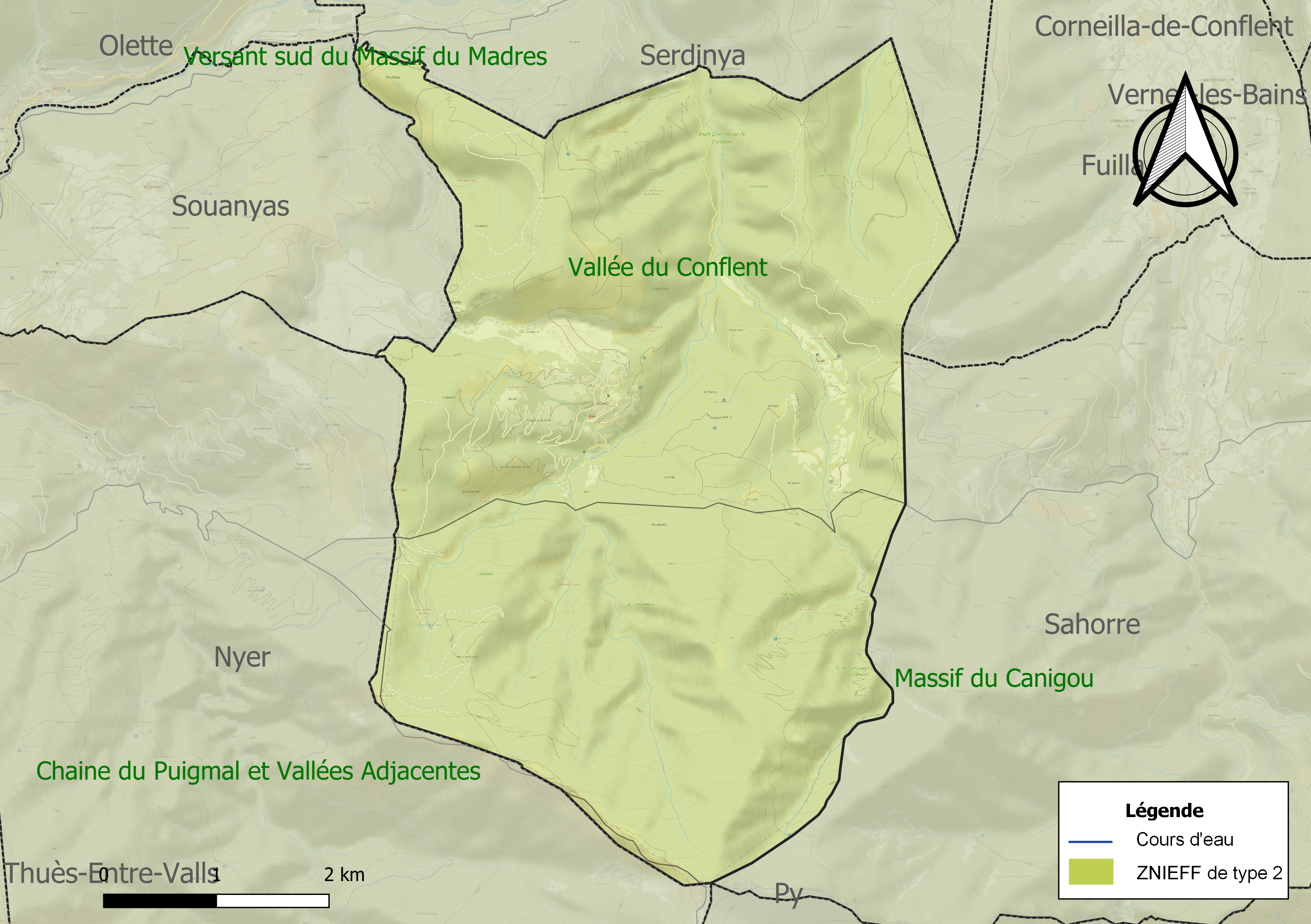
Carte des ZNIEFF de type 2 sur la commune.

## Urbanisme

### Typologie
Au 1er janvier 2024, Escaro est catégorisée commune rurale à habitat dispersé, selon la nouvelle grille communale de densité à sept niveaux définie par l'Insee en 2022.
Elle est située hors unité urbaine. Par ailleurs la commune fait partie de l'aire d'attraction de Prades, dont elle est une commune de la couronne,. Cette aire, qui regroupe 26 communes, est catégorisée dans les aires de moins de 50 000 habitants,.

### Occupation des sols
L'occupation des sols de la commune, telle qu'elle ressort de la base de données européenne d’occupation biophysique des sols Corine Land Cover (CLC), est marquée par l'importance des forêts et milieux semi-naturels (98,3 % en 2018), en augmentation par rapport à 1990 (94,8 %). La répartition détaillée en 2018 est la suivante : 
forêts (76,1 %), milieux à végétation arbustive et/ou herbacée (22 %), zones agricoles hétérogènes (1,7 %), espaces ouverts, sans ou avec peu de végétation (0,3 %). L'évolution de l’occupation des sols de la commune et de ses infrastructures peut être observée sur les différentes représentations cartographiques du territoire : la carte de Cassini (XVIIIe siècle), la carte d'état-major (1820-1866) et les cartes ou photos aériennes de l'IGN pour la période actuelle (1950 à aujourd'hui).

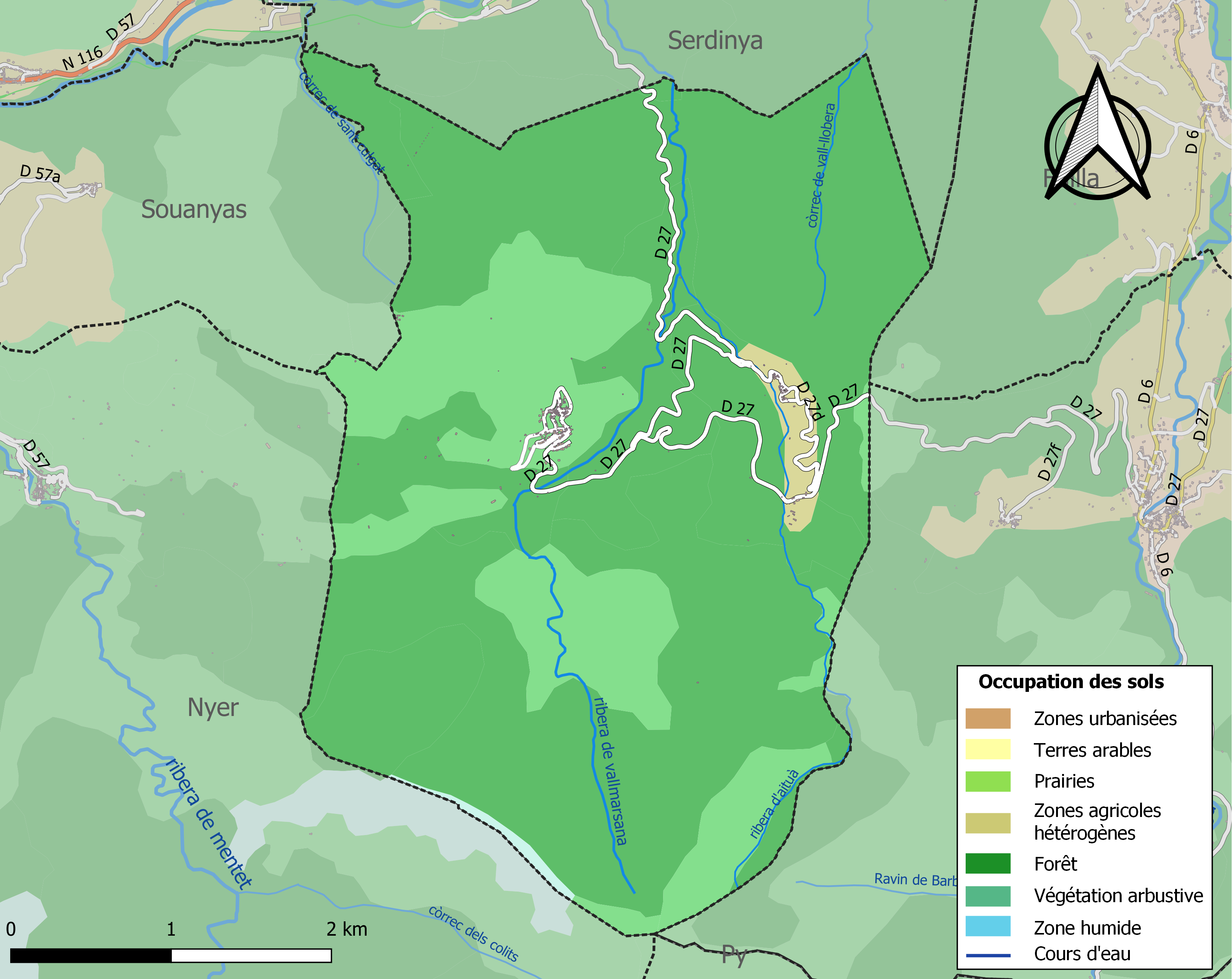
Carte des infrastructures et de l'occupation des sols de la commune en 2018 (CLC).

### Voies de communication et transports
La route départementale D 27 travers la commune du nord vers l'est en provenance de Serdinya et en direction de Sahorre.

### Risques majeurs
Le territoire de la commune d'Escaro est vulnérable à différents aléas naturels : inondations, climatiques (grand froid ou canicule), feux de forêts, mouvements de terrains et séisme (sismicité moyenne). Il est également exposé à deux risques particuliers, les risques radon et minier,.

#### Risques naturels
Certaines parties du territoire communal sont susceptibles d’être affectées par le risque d’inondation par crue torrentielle de cours d'eau du bassin de la Têt.
Les mouvements de terrains susceptibles de se produire sur la commune sont soit des mouvements liés au retrait-gonflement des argiles, soit des glissements de terrains, soit des chutes de blocs, soit des effondrements liés à des cavités souterraines. Une cartographie nationale de l'aléa retrait-gonflement des argiles permet de connaître les sols argileux ou marneux susceptibles vis-à-vis de ce phénomène. L'inventaire national des cavités souterraines permet par ailleurs de localiser celles situées sur la commune.
Ces risques naturels sont pris en compte dans l'aménagement du territoire de la commune par le biais d'un plan de prévention des risques inondations et mouvements de terrains.

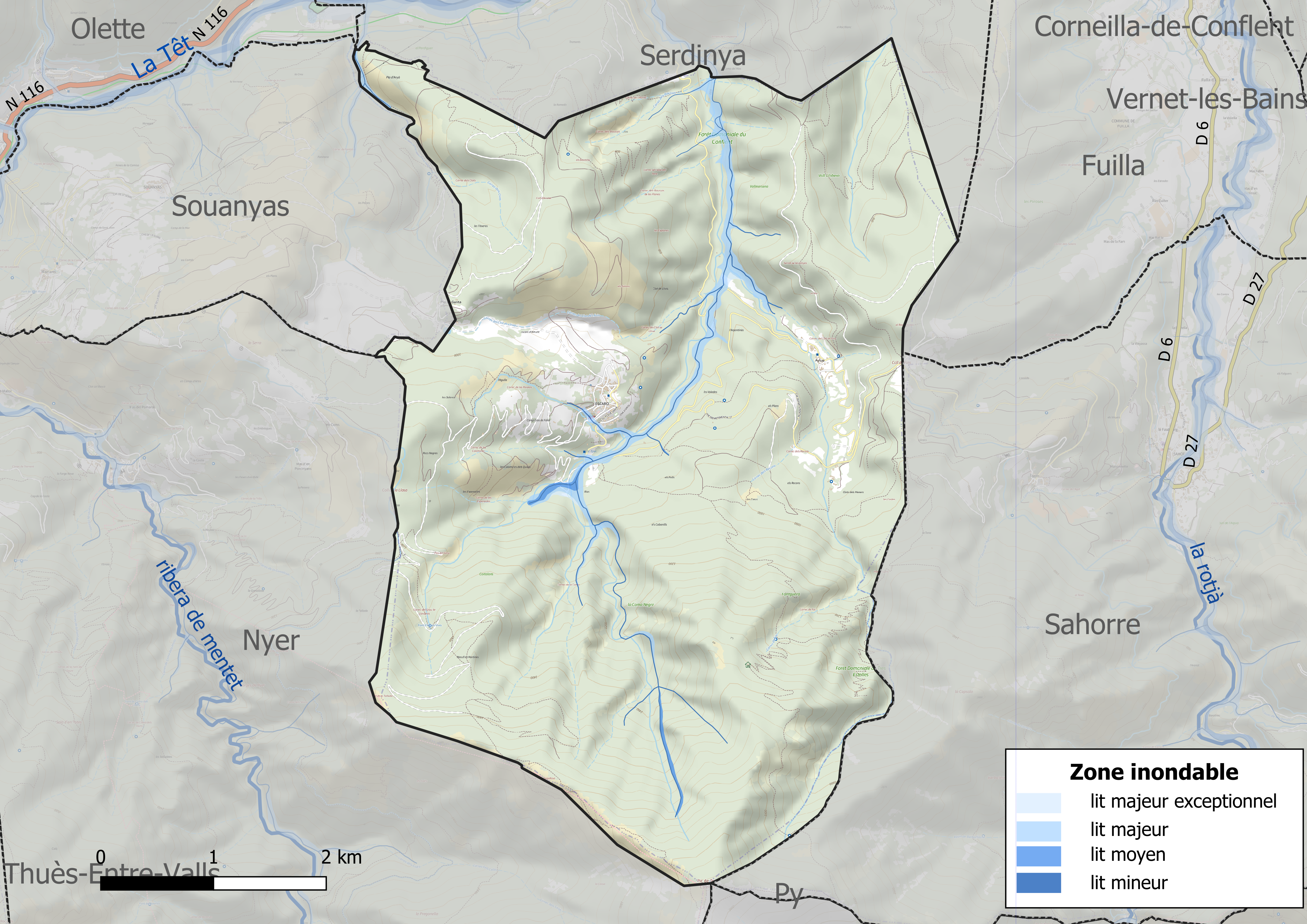
Carte des zones inondables.
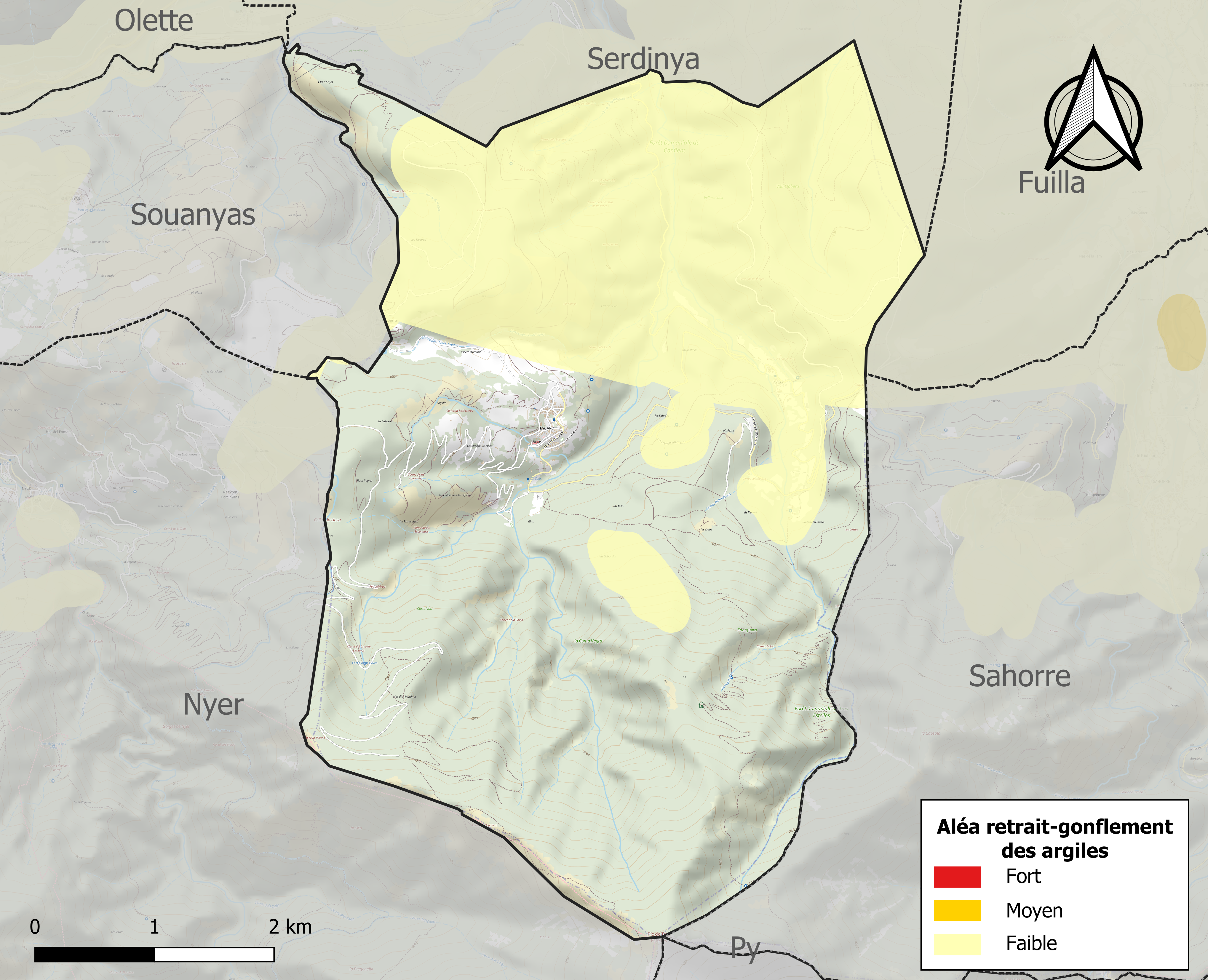
Carte des zones d'aléa retrait-gonflement des argiles.

#### Risque particulier
La commune est concernée par le risque minier, principalement lié à l’évolution des cavités souterraines laissées à l’abandon et sans entretien après l’exploitation des mines.
Dans plusieurs parties du territoire national, le radon, accumulé dans certains logements ou autres locaux, peut constituer une source significative d’exposition de la population aux rayonnements ionisants. Toutes les communes du département sont concernées par le risque radon à un niveau plus ou moins élevé. Selon la classification de 2018, la commune d'Escaro est classée en zone 3, à savoir zone à potentiel radon significatif.

## Toponymie
En catalan, le nom de la commune est Escaró. Les premières mentions du nom sont villa Ascaro (879) et Ascarone (968).

## Histoire

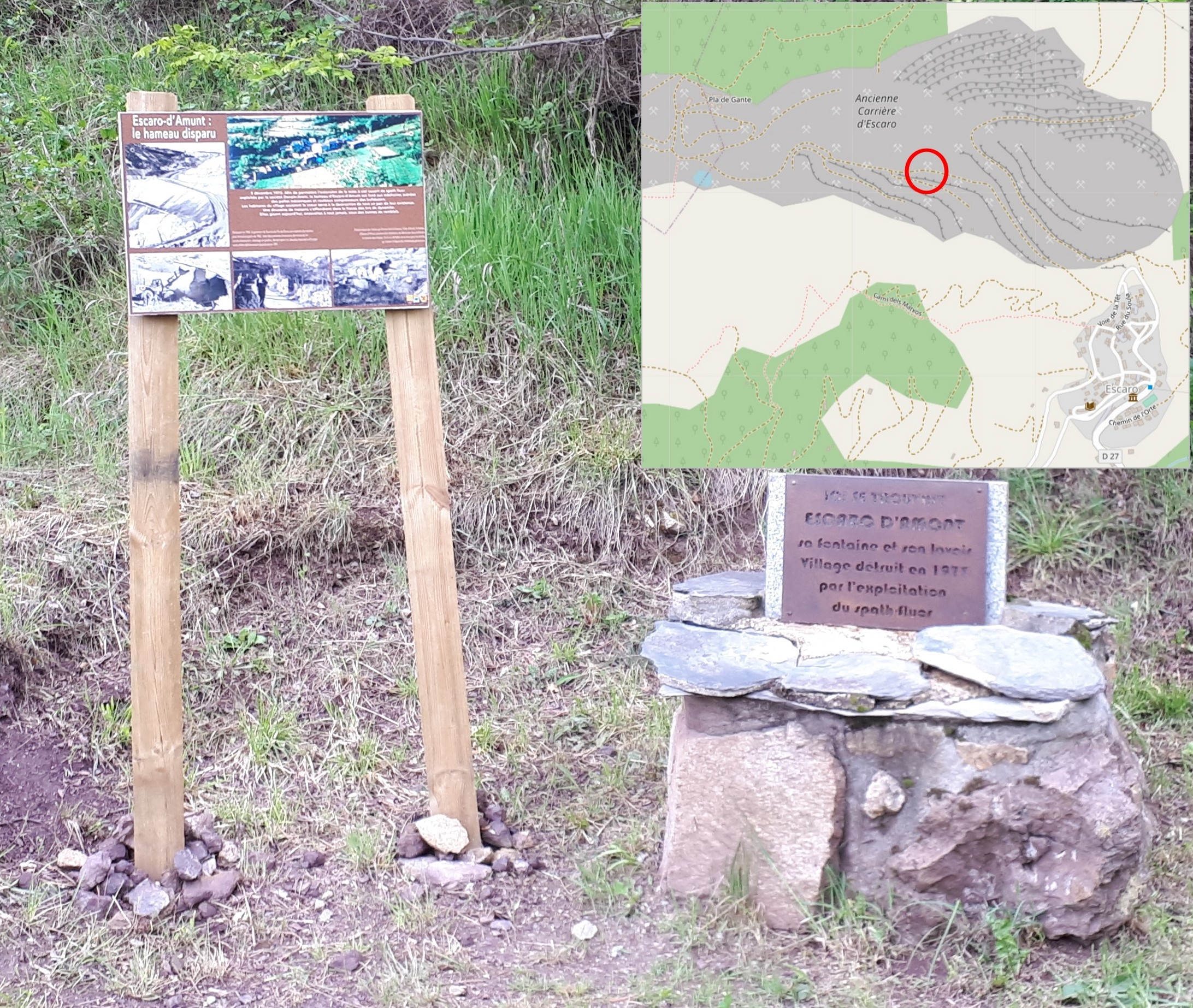
Panneau d'information et plaque commémorative à l'emplacement de l'ancien hameau d'Escaro d'Amont.

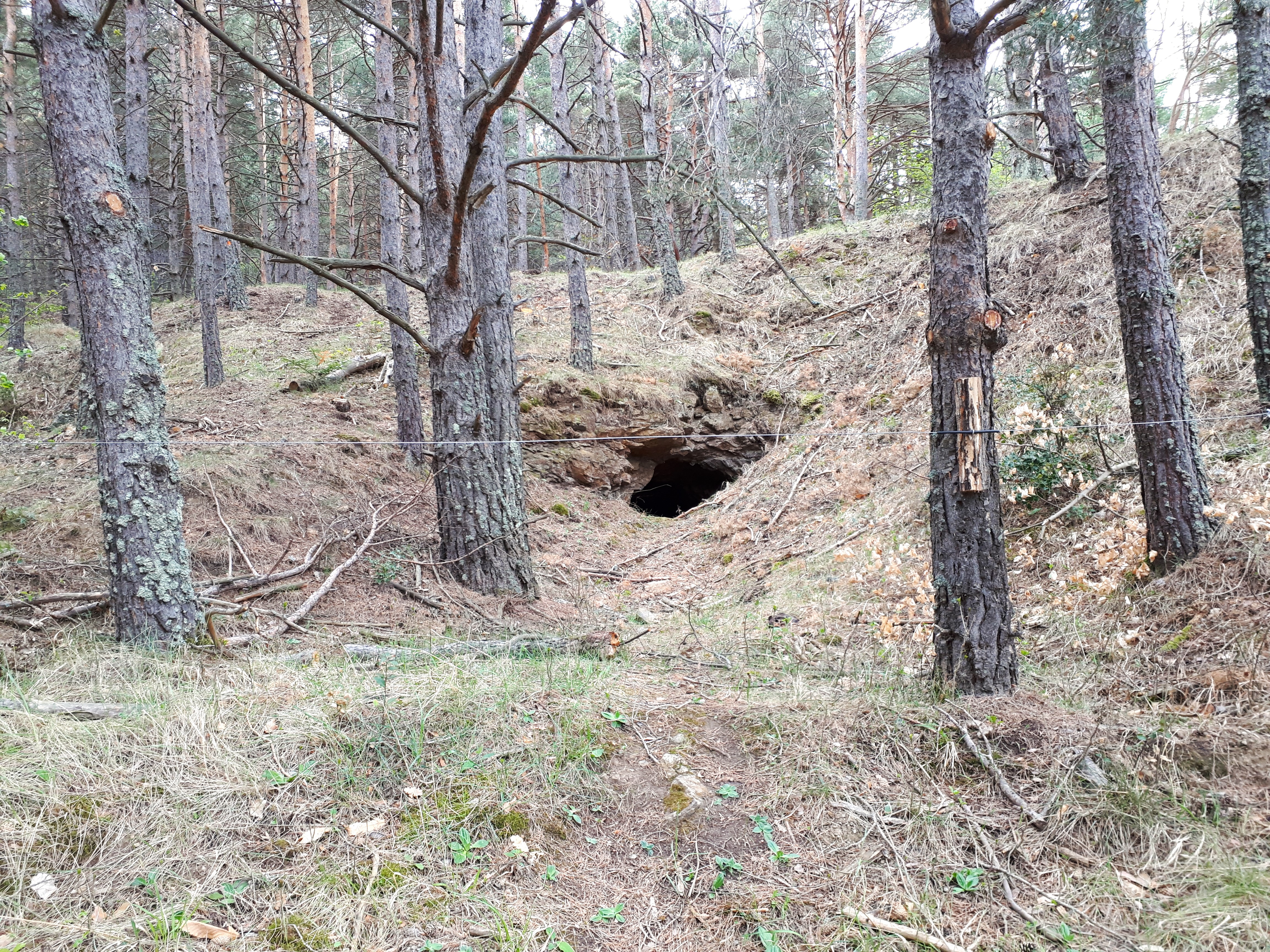
Une ancienne entrée de galerie de mine de fer dans la partie ouest de la commune d'Escaro (secteur "Escaro-Nord").

Liées à l'exploitation du minerai de fer, trois concessions minières sont accordées au XIXe siècle sur la commune d'Escaro : la concession dite d'Escaro-Nord, celle d'Aytua et celle d'Escaro-Sud.

### Concession d'Escaro-Nord
La concession de la mine de fer dite d’Escaro-Nord est instituée par décret du 8 juillet 1813. Elle résulte d’une adjudication faite par l’État en faveur de trois propriétaires, négociants et maîtres de forges : Michel Aldebert à Montlouis, Jean-Jacques Escanyé, à Vinça et César Escanyé à Nyer. L’extension de son périmètre à une superficie de 175 hectares est consentie par décret du 23 juin 1880, alors que la société Frèrejean, Roux et Cie en est concessionnaire.
Le 12 juin 1918 a lieu la mutation de propriété en faveur de la société minière Franco-Africaine puis le 12 avril 1935, la concession est vendue à la Compagnie des mines, fonderies et forges d'Alais. Enfin, une mutation de propriété intervient en faveur de la société Denain-Anzin, autorisée par décret du 19 décembre 1942. La déclaration d’abandon de la mine d'Escaro-Nord est faite le 30 janvier 1963.

### Concession d'Aytua
La concession d'Aytua tient son nom de l'ancienne commune d'Aytua, supprimée le 20 mars 1822 et rattachée à celle d'Escaro. Ancien fief noble de l'Abbaye de Saint-Michel de Cuxa au XIVe siècle, Aytua est vendu en 1595 avec principalement ses "mines de fer et d'autres métaux tam potentibus quam occultes". Ce territoire devient alors propriété de la famille d'Huyteza, qui le conserve durablement. Le 31 décembre 1834, une ordonnance royale de Louis-Philippe accorde la concession de la mine de fer d'Aytua à Jean Roca, issu de la même famille. Celle-ci s'étend sur 545 hectares et épouse alors les mêmes limites que celles de l'ancienne commune d'Aytua, réunie depuis à la commune d'Escaro. Le 16 janvier 1844, une extension de la concession est accordée à Eugène Roca, procureur puis président du tribunal de Céret, enfin juge d'instruction à Perpignan.
Sous le Second Empire, la concession dont la superficie est désormais passée à 675 hectares, revient ensuite à James Jaume et Auguste Lazerme, promoteurs des hauts fourneaux de Fuilla, autorisés en 1861. À l'instar d'Escaro-Nord et par le jeu d'alliances familiales, la mine de fer d'Aytua revient après 1870 à la société Frèrejean, Roux et Cie, maîtres de forges à Annecy, puis à d'autres sociétés. Après la Première Guerre mondiale, elle appartient à la Société minière d'Aytua, filiale de la société des Hauts Fourneaux de Givors puis en 1930, aux Ets Prenat, dont les usines de Givors absorbent toute la production.

### Concession d'Escaro-Sud
La concession de la mine de fer dite d’Escaro-Sud est pour sa part instituée en faveur de l’ingénieur anglais Edmund Sharpe par décret du 9 avril 1874 sur une superficie de 102 ha. La vente de la concession par les héritiers Sharpe intervient le 15 juin 1885 en faveur de la société Jacob Holtzer et Cie. Un décret présidentiel du 10 octobre 1938 autorise ensuite la mutation de propriété en faveur de la Cie des Hauts Fourneaux de Chasse. Celle-ci étant absorbée par la société des mines de Pechelbrom avec effet au 31 décembre 1977, la radiation de l’ancienne société de Chasse intervient au registre du commerce le 15 mars 1979. Cependant, la société de Pechelbrom n’ayant pas déposé de demande de mutation, la mine d’Escaro-Sud retourne alors dans le domaine public.

## Politique et administration

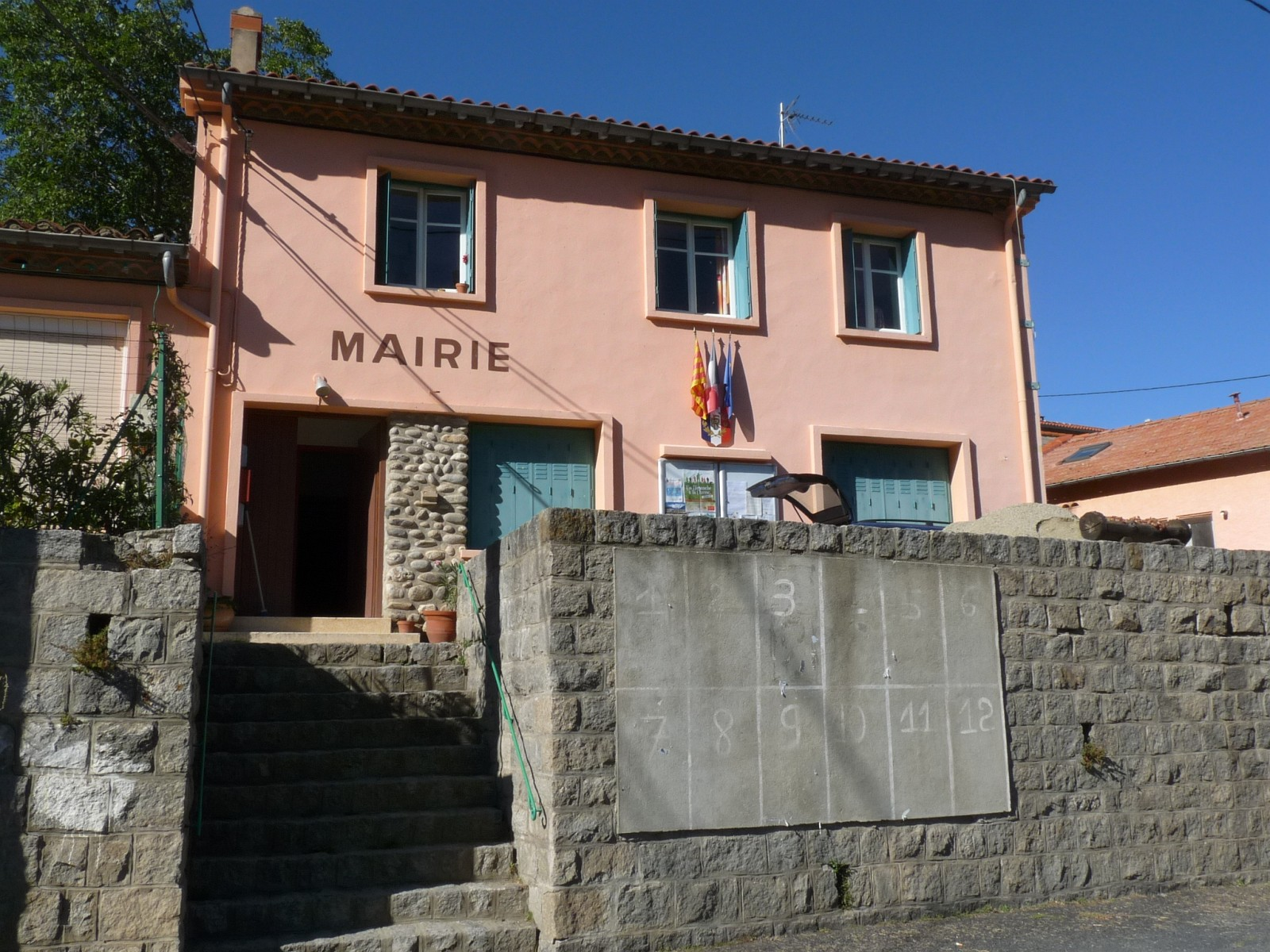
La mairie d'Escaro.

À compter des élections départementales de 2015, la commune est incluse dans le nouveau canton des Pyrénées catalanes.

### Liste des maires
| Période        | Période   | Identité          | Étiquette    | Qualité                                                                                  |
| -------------- | --------- | ----------------- | ------------ | ---------------------------------------------------------------------------------------- |
| 1803           | 1808      | Michel Poncet     |              |                                                                                          |
| 1808           | 1818      | Louis Bonet       |              |                                                                                          |
| 1818           | 1821      | Jacques Py        |              |                                                                                          |
| 1821           | 1828      | Louis Bonet       |              |                                                                                          |
| 1828           | 1830      | Sébastien Parent  |              |                                                                                          |
| 1830           | 1834      | Michel Poncet     |              |                                                                                          |
| 1834           | 1837      | Louis Bonet       |              |                                                                                          |
| 1837           | 1848      | Paul Mone         |              |                                                                                          |
| 1848           | ?         | Michel Poncet     |              |                                                                                          |
|                |           |                   |              |                                                                                          |
| 1882           | 1904      | Jean Broc         |              |                                                                                          |
| 1904           | 1908      | Joseph Nicoleau   |              |                                                                                          |
| 1908           | 1912      | Jean Broc         |              |                                                                                          |
| 1912           | 1919      | Barthélémy Mone   |              |                                                                                          |
| 1919           | 1944      | Achille Batlle    |              | Nommé conseiller départemental des Pyrénées-Orientales en 1943                           |
| septembre 1944 | mars 1983 | Marcellin Galindo | PCF          | Chauffeur-livreur, mineur du fer puis gérant de coopérative ouvrière décédé en fonctions |
| 1983           | 1994      | Jean Galindo      | Centre-droit | Conseiller général du canton d'Olette (1988-2001) fils du précédent.                     |
| 1995           | 2003      | Bruno Noguès      |              |                                                                                          |
| 2003           | 2014      | Francis Martinez  | SE           | Psychologue scolaire puis retraité, conseiller municipal de 1995 à 2003.                 |
| 2014           | mai 2020  | André Ambrigot    |              |                                                                                          |
| juin 2020      | En cours  | Daniel Aspe       | PCF          |                                                                                          |

## Population et société

### Démographie ancienne
La population est exprimée en nombre de feux (f) ou d'habitants (H).
| 1358 | 1365 | 1378 | 1424 | 1515 | 1553 | 1709 | 1720 | 1767  |
| ---- | ---- | ---- | ---- | ---- | ---- | ---- | ---- | ----- |
| 25 f | 24 f | 15 f | 6 f  | 10 f | 10 f | 38 f | 16 f | 179 H |

| 1774 | 1789 | - | - | - | - | - | - | - |
| ---- | ---- | - | - | - | - | - | - | - |
| 44 f | 33 f | - | - | - | - | - | - | - |

### Démographie contemporaine
L'évolution du nombre d'habitants est connue à travers les recensements de la population effectués dans la commune depuis 1793. Pour les communes de moins de 10 000 habitants, une enquête de recensement portant sur toute la population est réalisée tous les cinq ans, les populations de référence des années intermédiaires étant quant à elles estimées par interpolation ou extrapolation. Pour la commune, le premier recensement exhaustif entrant dans le cadre du nouveau dispositif a été réalisé en 2006.

En 2022, la commune comptait 127 habitants, en évolution de +16,51 % par rapport à 2016 (Pyrénées-Orientales : +3,92 %, France hors Mayotte : +2,11 %).
| 1793 | 1800 | 1806 | 1821 | 1831 | 1836 | 1841 | 1846 | 1851 |
| ---- | ---- | ---- | ---- | ---- | ---- | ---- | ---- | ---- |
| 190  | 152  | 153  | 198  | 318  | 346  | 359  | 331  | 351  |

| 1856 | 1861 | 1866 | 1872 | 1876 | 1881 | 1886 | 1891 | 1896 |
| ---- | ---- | ---- | ---- | ---- | ---- | ---- | ---- | ---- |
| 295  | 289  | 319  | 320  | 344  | 349  | 338  | 336  | 319  |

| 1901 | 1906 | 1911 | 1921 | 1926 | 1931 | 1936 | 1946 | 1954 |
| ---- | ---- | ---- | ---- | ---- | ---- | ---- | ---- | ---- |
| 435  | 375  | 530  | 570  | 537  | 463  | 290  | 335  | 429  |

| 1962 | 1968 | 1975 | 1982 | 1990 | 1999 | 2006 | 2011 | 2016 |
| ---- | ---- | ---- | ---- | ---- | ---- | ---- | ---- | ---- |
| 315  | 164  | 92   | 85   | 102  | 84   | 87   | 117  | 109  |

| 2021 | 2022 | - | - | - | - | - | - | - |
| ---- | ---- | - | - | - | - | - | - | - |
| 119  | 127  | - | - | - | - | - | - | - |

Note : la population d'Aytua est recensée avec celle d'Escaro à partir de 1826.
| selon la population municipale des années : | 1968 | 1975 | 1982 | 1990 | 1999 | 2006 | 2009 | 2013 |
| Rang de la commune dans le département      | 153  | 170  | 163  | 170  | 196  | 185  | 181  | 175  |
| Nombre de communes du département           | 232  | 217  | 220  | 225  | 226  | 226  | 226  | 226  |

### Enseignement
Il n'y a pas d'école à Escaro. Les écoles élémentaires les plus proches sont à Serdinya (21 élèves en 2013) ou à Sahorre (48 élèves en 2013).

### Manifestations culturelles et festivités
- Fête patronale : 12 novembre[60] ;
- Fête communale : 1er dimanche de septembre[60].

## Économie

### Emploi
|                | 2008   | 2013   | 2018   |
| -------------- | ------ | ------ | ------ |
| Commune        | 18,2 % | 24,7 % | 15,4 % |
| Département    | 10,3 % | 12,9 % | 13,3 % |
| France entière | 8,3 %  | 10 %   | 10 %   |

En 2018, la population âgée de 15 à 64 ans s'élève à 64 personnes, parmi lesquelles on compte 67,7 % d'actifs (52,3 % ayant un emploi et 15,4 % de chômeurs) et 32,3 % d'inactifs,. Depuis 2008, le taux de chômage communal (au sens du recensement) des 15-64 ans est supérieur à celui de la France et du département.
La commune fait partie de la couronne de l'aire d'attraction de Prades, du fait qu'au moins 15 % des actifs travaillent dans le pôle,. Elle compte 13 emplois en 2018, contre 7 en 2013 et 10 en 2008. Le nombre d'actifs ayant un emploi résidant dans la commune est de 34, soit un indicateur de concentration d'emploi de 37,3 % et un taux d'activité parmi les 15 ans ou plus de 51,2 %.
Sur ces 34 actifs de 15 ans ou plus ayant un emploi, 11 travaillent dans la commune, soit 32 % des habitants. Pour se rendre au travail, 77,1 % des habitants utilisent un véhicule personnel ou de fonction à quatre roues, 2,9 % les transports en commun, 14,3 % s'y rendent en deux-roues, à vélo ou à pied et 5,8 % n'ont pas besoin de transport (travail au domicile).

### Activités hors agriculture

#### Secteurs d'activités
11 établissements sont implantés  à Escaro au 31 décembre 2019.
Le secteur des autres activités de services est prépondérant sur la commune puisqu'il représente 27,3 % du nombre total d'établissements de la commune (3 sur les 11 entreprises implantées à Escaro), contre 8,5 % au niveau départemental.

#### Entreprises et commerces

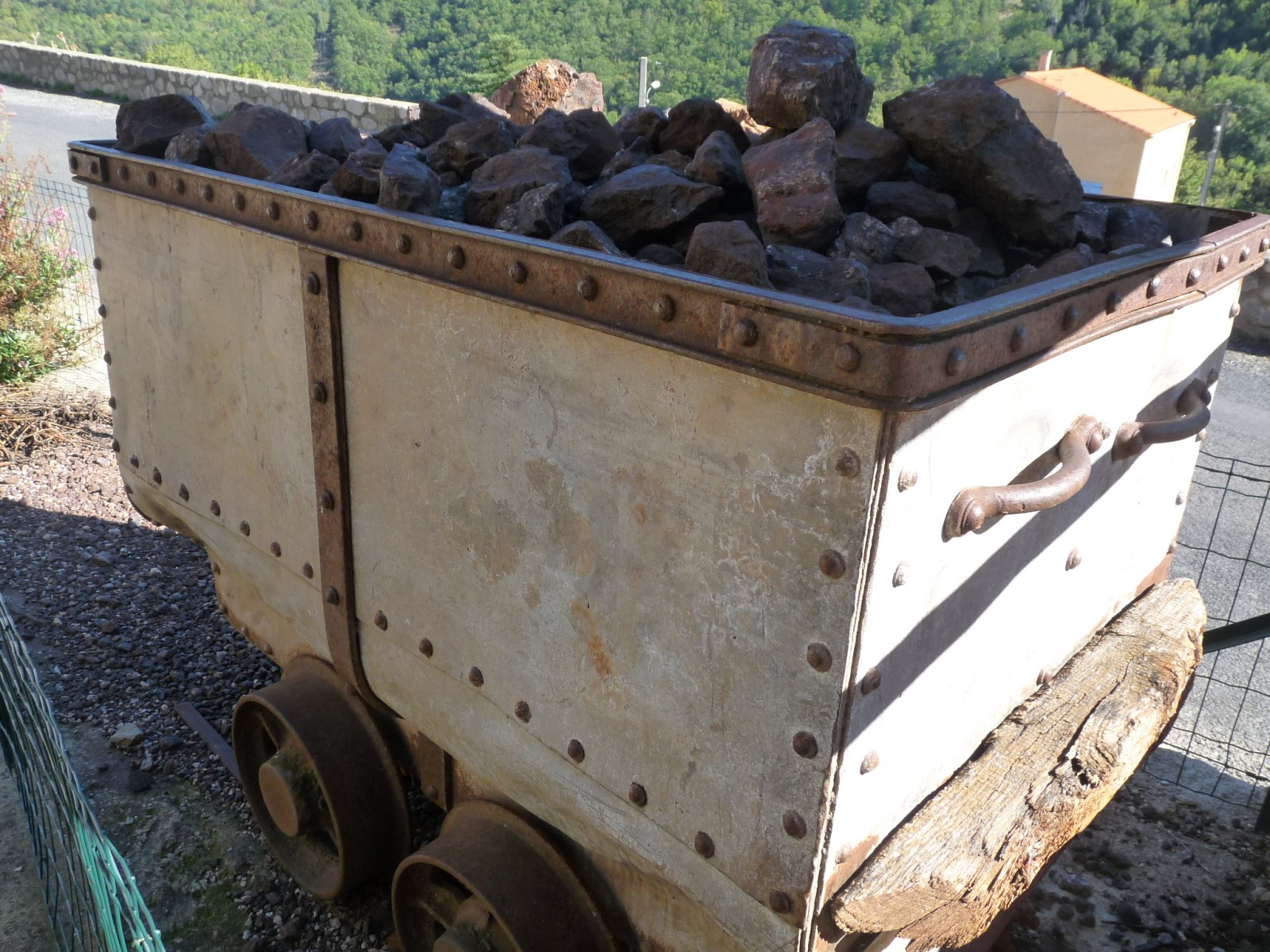
Un wagonnet chargé de minerai devant le musée.

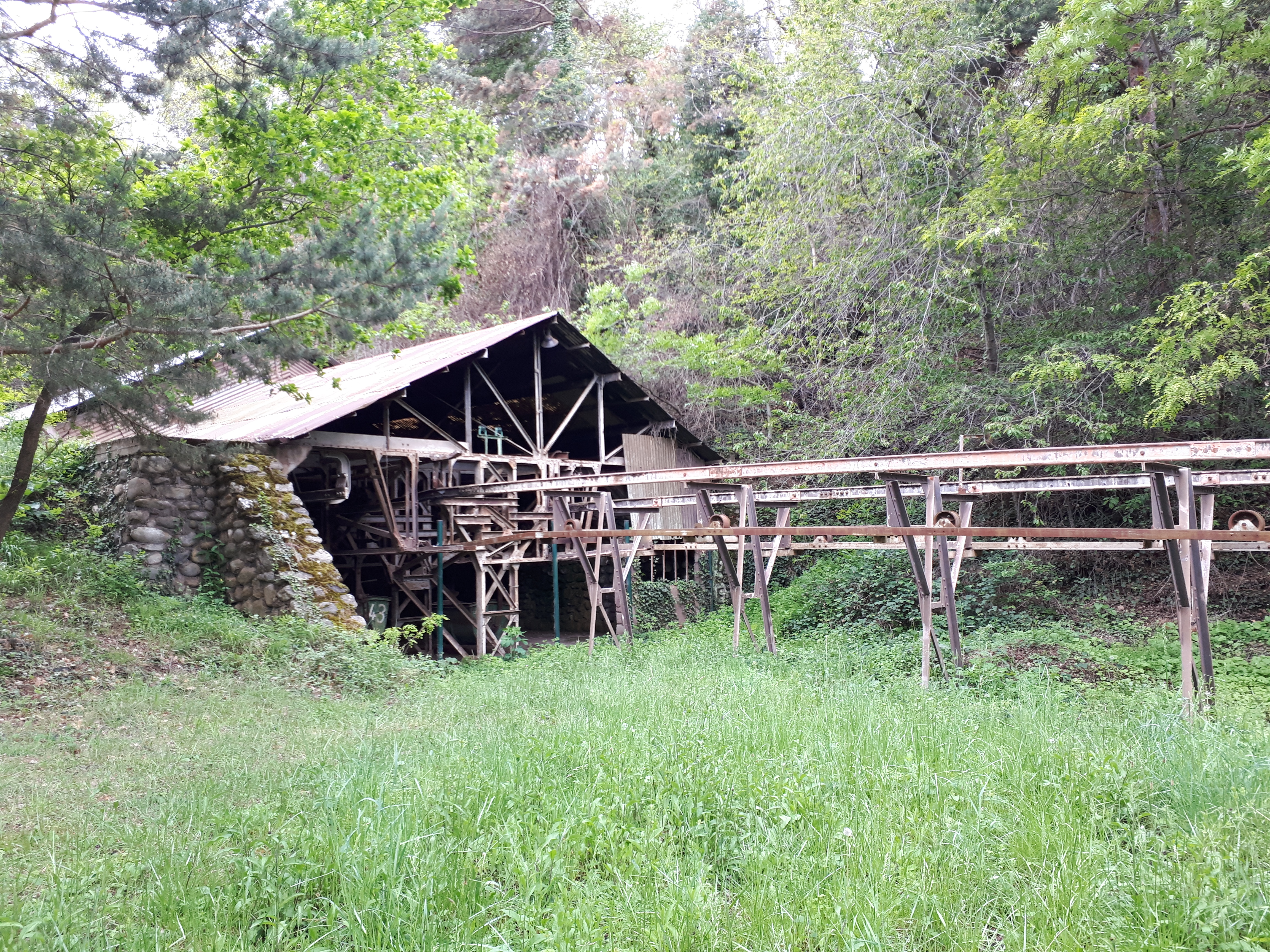
Tête d'un ancien câble aérien de 1800 mètres de long qui transportait le fluor vers une usine d'enrichissement à La Bastide, commune d'Olette.

À Escaro, l’exploitation minière est multiséculaire : minerai de fer, puis fluor. Aux XIXe et XXe siècles, les trois concessions de minerai de fer d'Escaro-Nord, Aytua et Escaro-Sud représentent une emprise de 952 hectares sur l'espace communal.
De fait, l'économie d'Escaro dépendait jadis de ses mines de fer puis de fluor, cette dernière production étant arrêtée en 1993,.
Désormais, un musée de la mine a été créé, ainsi que deux structures d’hébergement : une auberge-gîte d'étape et un camping. Ils témoignent d'une ouverture au tourisme vert et culturel.

### Agriculture
|               | 1988 | 2000 | 2010 | 2020 |
| ------------- | ---- | ---- | ---- | ---- |
| Exploitations | 21   | 9    | 4    | 4    |
| SAU (ha)      | 88   | 85   | 341  | 84   |

La commune est dans le Conflent, une petite région agricole occupant le centre-ouest du département des Pyrénées-Orientales. En 2020, l'orientation technico-économique de l'agriculture  sur la commune est l'élevage d'équidés et/ou d' autres herbivores. Quatre exploitations agricoles ayant leur siège dans la commune sont dénombrées lors du recensement agricole de 2020 (21 en 1988). La superficie agricole utilisée est de 84 ha,,.

## Culture locale et patrimoine

### Monuments et lieux touristiques
- Ancienne église Saint-Martin d'Escaro. Elle a été détruite en 1930. La cuve baptismale a pu être sauvée et est visible dans la nouvelle église paroissiale Saint-Martin[66].
- La nouvelle église romane Saint-Martin.
- Chapelle Sainte-Christine d'Aytua. Aytua possède une chapelle, dédiée à Sainte Christine. Bien que de tradition romane, elle semble avoir été construite à la fin du XVIe siècle[67], à la suite du don d'un dénommé Jean Parent en 1592[68]. Une campagne de restauration de l'édifice a été entamée en 2014[69].
- Église Sainte-Marie d'Escaro.
- Ecomusée Epicerie d'Yvonne " Au bonheur des dames" : ancienne épicerie transformée en écomusée.

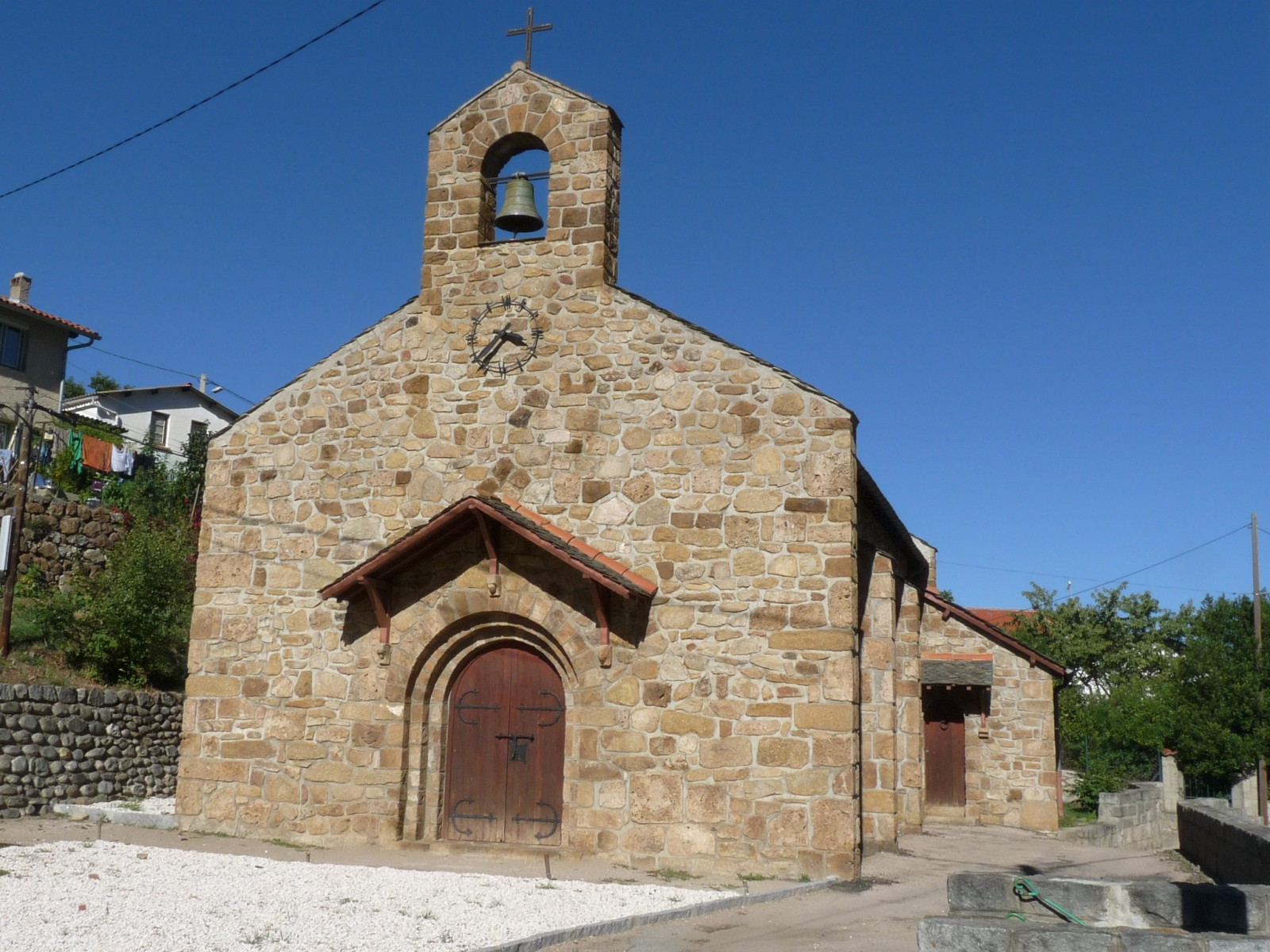
Église Saint-Martin.
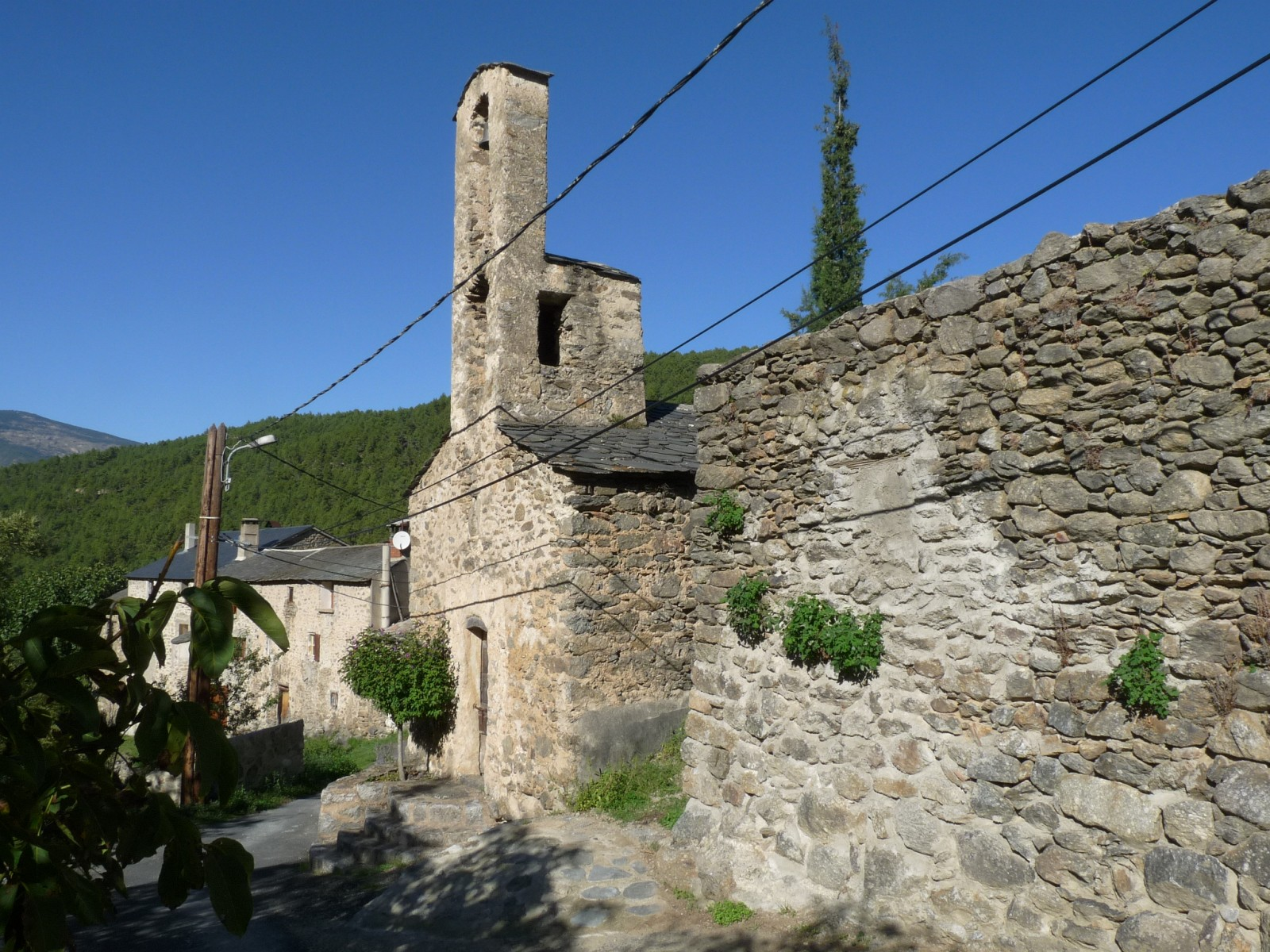
Chapelle d'Aytua.
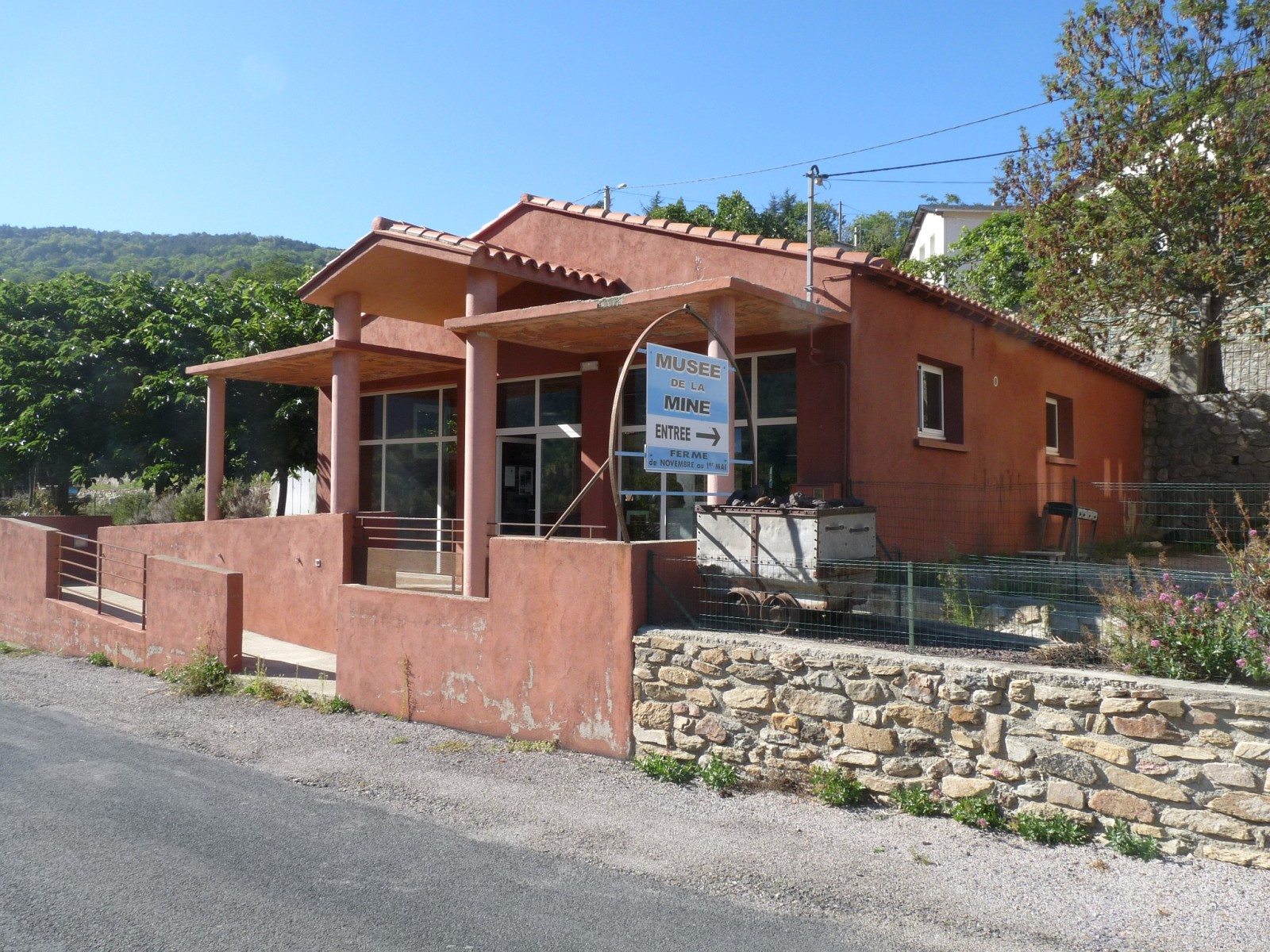
Musée des mines de fer.
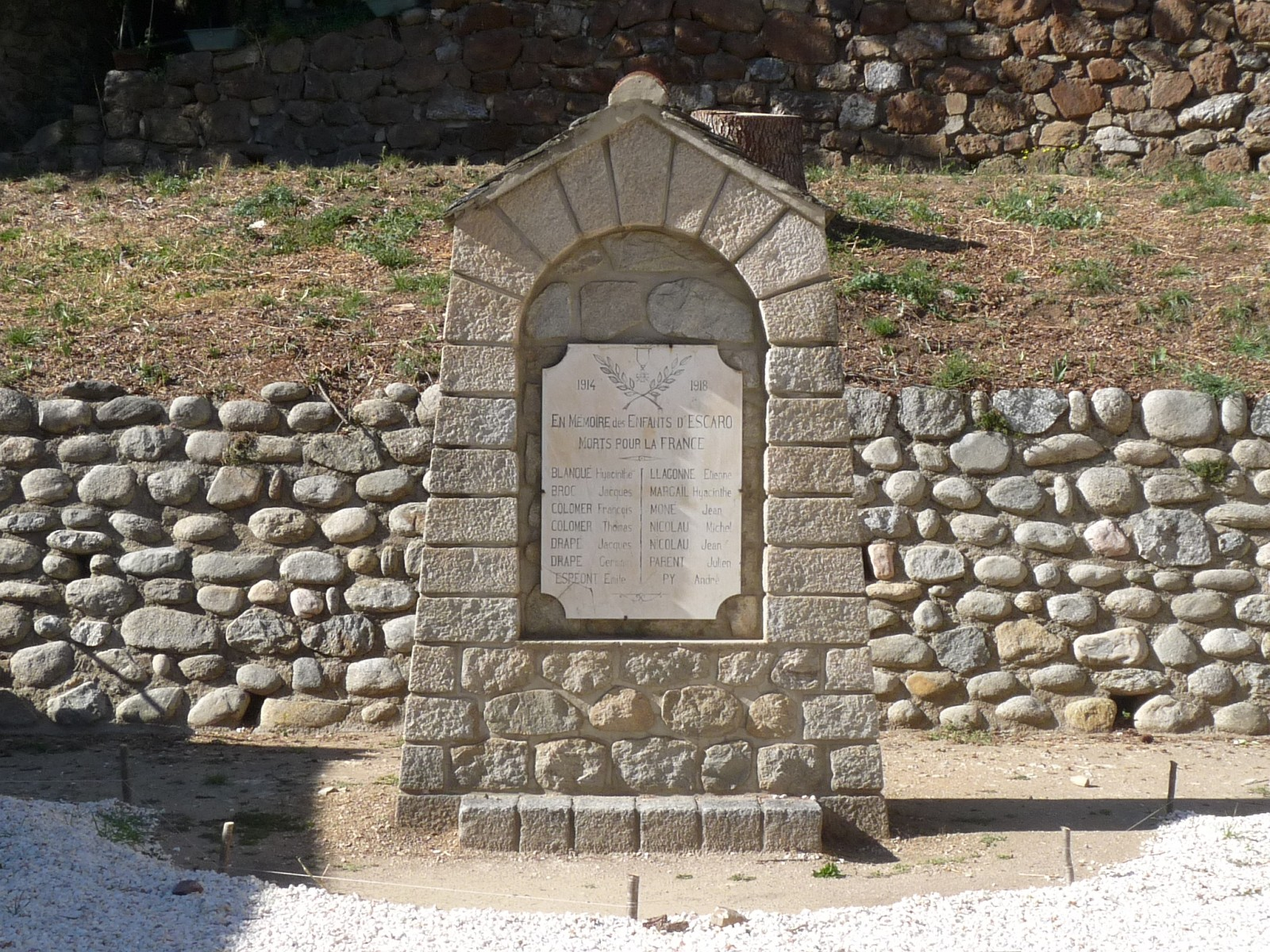
Monument aux morts de la guerre 1914-18.
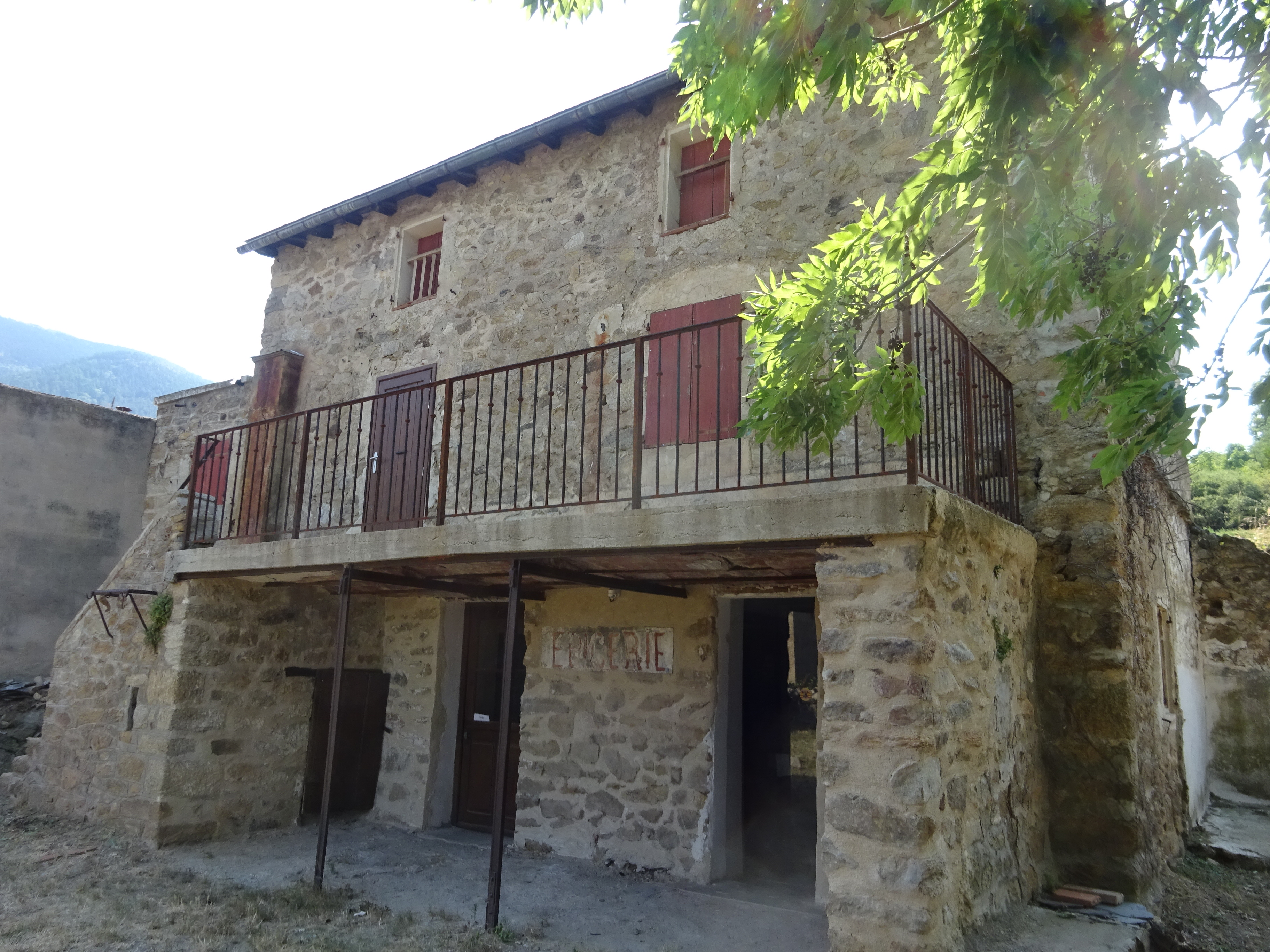
Ecomusée Epicerie d'Yvonne

### Personnalités liées à la commune
- Pierre Nogues (1932-2015), natif d’Escaro, dernier mineur de fond des Pyrénées-Orientales, à la mine de fer, puis de fluor, d’Escaro[70].
- Francis Martinez (1941-2022), candidat aux Élections cantonales du Canton d'Olette en 1994, puis maire d'Escaro de 2003 à 2014. Avec d’anciens mineurs élus au conseil municipal, Francis Martinez a œuvré au financement et à la construction du musée de la mine. Homme de dossiers, il s’était très impliqué dans la réhabilitation et la mise en sécurité de la zone dite "rouge" du quartier nord d’Escaro fragilisée par l’exploitation minière. On peut souligner son travail sur les réseaux d’eau potable et d’assainissement des deux villages (Escaro-Aytua). Notamment la réfection des canalisations de la source d’Escaro, l’étude et obtention de subventions pour l’aménagement de la source d’Aytua et le traitement de l’arsenic, mais aussi l’alimentation par surpresseur des habitations du haut du village d’Escaro. Francis Martinez fut aussi à l’origine de l’étude du financement et réalisation du stade multisports et du réaménagement de l’aire de jeux des enfants.